# Shakira: Bzrp Music Sessions, Vol. 53
Shakira: Bzrp Music Sessions, Vol. 53 és una cançó del productor argentí Bizarrap i la cantautora colombiana Shakira. Es va publicar l'11 de gener de 2023, a través de Dale Play Records, i el vídeo musical es va llançar al canal de YouTube de Bizarrap el mateix dia. La cançó pertany a les Bzrp Music Sessions del productor argentí.

## Antecedents i llançament
Els rumors d'una possible col·laboració entre els artistes van començar després que Shakira comencés a seguir Bizarrap a les xarxes socials. Aquest rumor va cobrar més força entre els seus seguidors l'agost de 2022, quan la cantant va felicitar al productor argentí pel seu aniversari a través del seu compte de Twitter, generant un intercanvi públic entre tots dos.
Mesos després, el 9 de gener del 2023, una avioneta va sobrevolar durant diverses hores algunes de les platges de Mar del Plata amb un cartell de fons blanc i lletres fosques en què flamejava un missatge: «Una loba como yo, no está pa' tipos como tú. 11.01.23» («Una lloba com jo, no està per tipus com tu. 11.01.23»), insinuat un dels versos del tema i la data de llançament. De la mateixa manera, l'acció es va replicar alhora per l'espai aeri de les platges de Miami, ciutat on la colombiana va decidir instal·lar-se després del seu polèmic divorci de l'exfutbolista Gerard Piqué. L'endemà, Bizarrap va anunciar oficialment el llançament de la cançó a través de les xarxes socials.
La premsa esperava que la lletra d'aquesta cançó estigués vinculada a la ruptura entre Shakira i el futbolista català Gerard Piqué, anunciada al juny de 2022.

## Vídeo musical
El videoclip de session va ser llançat simultàniament amb la cançó, l'11 de gener de 2023, i mostra Shakira, vestida amb top rosat i jaqueta verda-groc, cantant a càmera a l'icònic estudi domèstic del productor. Mentre que a Bizarrap se'l pot veure amb campera esportiva blava de tires blanques, assegut d'esquena a la càmera, guanyant només els braços per darrere de la silueta de la cantant (típica ubicació de Bizarrap a les seves Music Sessions). Un detall que es pot observar al vídeo és una animació realitzada per la realitzadora Julia Conde, qui sol acompanyar amb les seves creacions tant els vídeos com les presentacions en viu del productor, fent homenatge al famós vídeo del tema «Take on me» d'A-ha, el qual ella considera el seu favorit.

## Historial de llançaments
| País     | Data                | Format(s)                     | Discogràfica      | Ref.   |
| -------- | ------------------- | ----------------------------- | ----------------- | ------ |
| Diversos | 11 de gener de 2023 | Descàrrega digital, streaming | Dale Play Records | [ 10 ] |